# Sokograd (Festung)

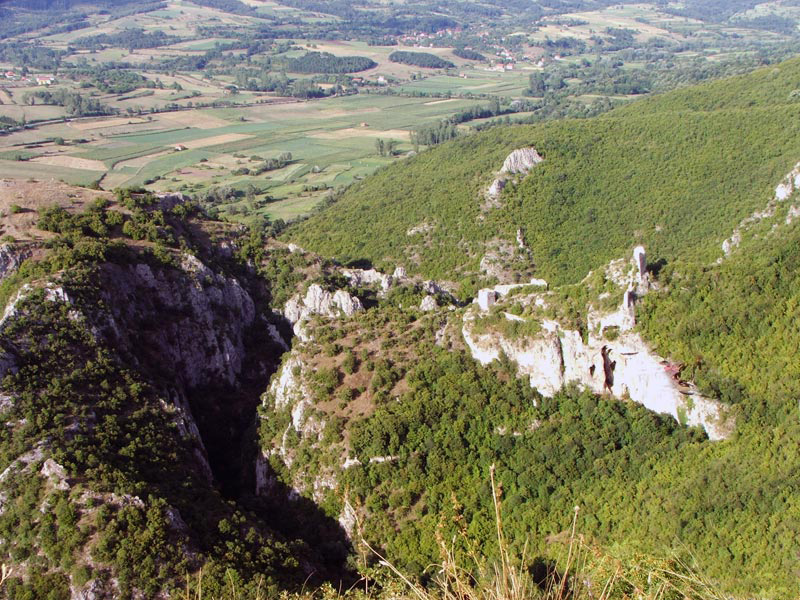
Sokograd

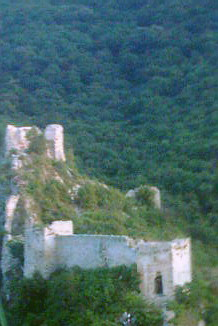
Sokograd

Die Festung Sokograd ist eine mittelalterliche Burgruine in Serbien in der Nähe des Kurortes Sokobanja, in der Opština Sokobanja.

## Geschichte
Erbaut wurde die Festung im 14. Jahrhundert auf einem Berg über dem Fluss Sokobanjska Moravica. Archäologische Ausgrabungen deuten darauf hin, dass die Burg auf den Grundmauern einer älteren Anlage aus dem 4. bis 7. Jahrhundert erbaut wurde.
Die Burg wurde 1459 von den Osmanen erobert.
Die Reste der Burg stehen heute unter Denkmalschutz.